# Liu Ling
Liu Ling (ur. 221, zm. 300) – chiński filozof, zwolennik taoizmu.
Żyjąc w politycznie ciężkich czasach, nie interesował się sprawami państwowymi i wiódł beztroskie życie, spędzając dnie na odpoczynku, tworzeniu poezji i biesiadach z przyjaciółmi. Znany był jako wielki miłośnik wina, skomponował nawet pieśń na cześć tego trunku. Jego skłonność do pijaństwa stała się tematem wielu anegdot w późniejszej literaturze. Jeden z towarzyszących mu sług zawsze nosił ze sobą łopatę, z rozkazem natychmiastowego pogrzebania Liu Linga, gdziekolwiek by umarł, co stanowiło wyzwanie rzucone konfucjańskiej obyczajowości, przywiązującej wielką wagę do obrzędów pogrzebowych i kultu przodków.
Jest zaliczany do grupy Siedmiu Mędrców z Bambusowego Gaju i podobnie jak inni jej członkowie prowadził ekscentryczny tryb życia. Zwykł chadzać nago po swoim domu, a oburzonym jego zachowaniem gościom odpowiadał, że odzieniem dla niego jest cały otaczający go świat i czuje się tak jakby goszczący w jego pokoju ludzie wchodzili mu do spodni. Znany jest też z tego, że po mieście jeździł powozem zaprzężonym w jelenie.